# Taeckentor

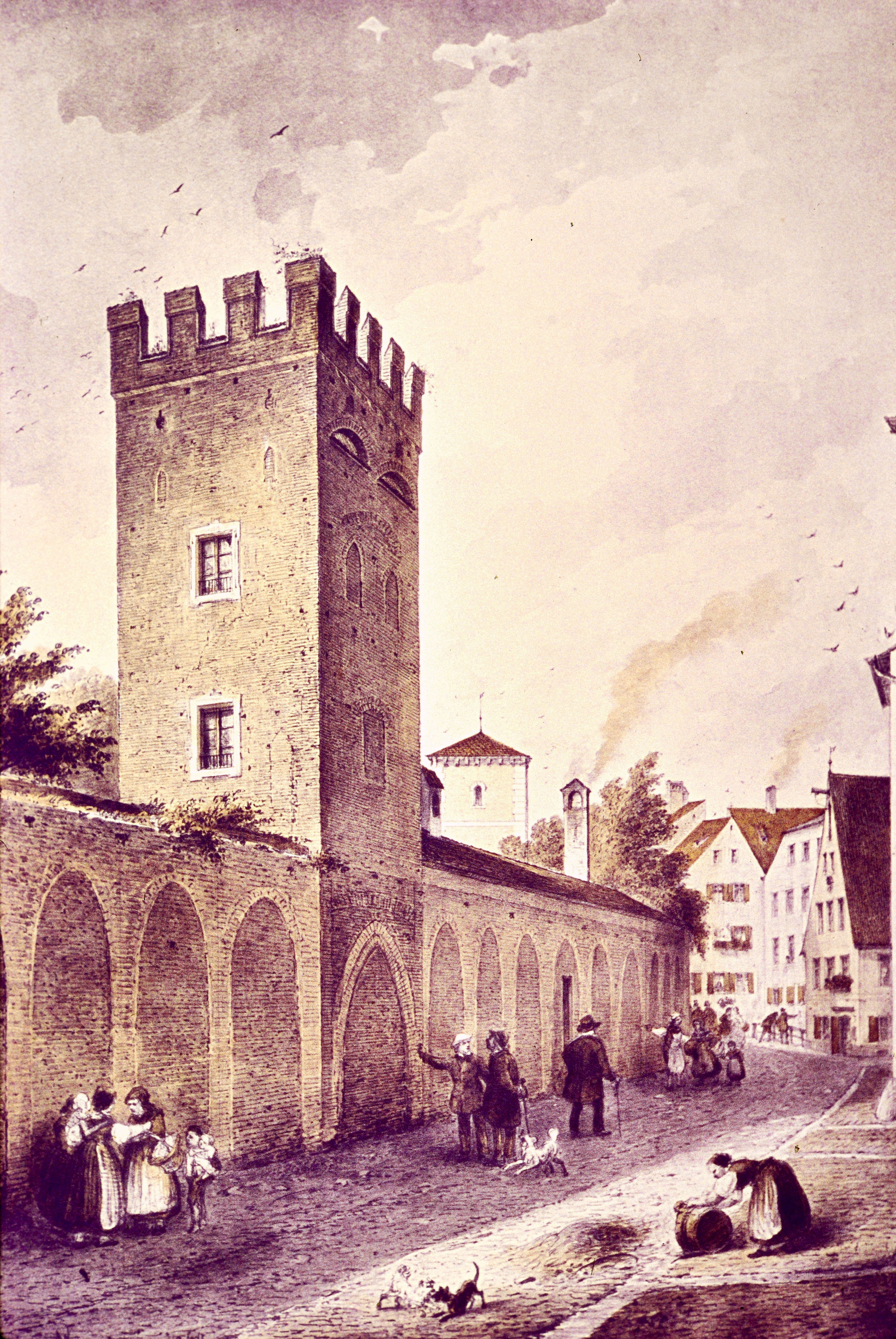
Taeckentor, 1866. Aquarellzeichnung von Carl August Lebschée

Das Taeckentor war ein Stadttor der zweiten Stadtmauer des mittelalterlichen Münchens.

## Lage
Das Taeckentor lag im Angerviertel im Osten der Münchner Altstadt zwischen dem Isartor und dem Einlasstor etwa an der Stelle, an der heute die Sterneckerstraße in die Westenriederstraße mündet.

## Geschichte
Urkundlich erwähnt wird das Tor erstmals 1360 als porta Taechenpad (Taeckenbadtor) und 1362 als Taechenpad turris (Taeckenbadturm). Der Name bezog sich auf das an dieser Stelle außerhalb der Mauer gelegene Taeckenbad. 1367 kommt dann erstmals der Name Taeckentor ohne Bezug auf das Bad vor, 1380 der Name Taeckenturm.
Die Bedeutung des Namensbestandteils „Taecken“ ist ungewiss, ein in der Literatur öfters hergestellter Zusammenhang mit einem Herzog von Teck, der gegen 1350 in München ermordet wurde, gilt heute als überholt.
Während das Taeckentor im 14. Jahrhundert als Tor genutzt wurde, sind in den Kammerrechnungen seit Beginn des 15. Jahrhunderts keine Kosten mehr für einen Türsperrer oder Türhüter beim Taeckentor verzeichnet. Auf alten Ansichten ist das Taeckentor auch immer zugemauert dargestellt. Da im Zusammenhang mit den Unruhen der Jahre 1397–1403 mehrere Stadttore zugemauert worden waren, wird angenommen, dass auch das Taeckentor in dieser Zeit zugemauert worden, aber später nicht wie die anderen Tore wieder geöffnet worden ist.
1866/67 wurde das Tor für die Erweiterung der Westenriederstraße abgerissen.

## Beschreibung
Das Taeckentor war ein viereckiger Turm mit einer Tordurchfahrt. Auf Ansichten des 19. Jahrhunderts ist es mit Flachdach und Zinnen dargestellt.